# Joruma curvata
Joruma curvata är en insektsart som beskrevs av Henry Fairfield Osborn 1928. Joruma curvata ingår i släktet Joruma och familjen dvärgstritar. Inga underarter finns listade i Catalogue of Life.